# Oraesia subuncula
Oraesia subuncula är en fjärilsart som beskrevs av Paul Dognin 1911. Oraesia subuncula ingår i släktet Oraesia och familjen nattflyn. Inga underarter finns listade i Catalogue of Life.